# 44-XX
Classificazione delle ricerche matematiche: sezioni di livello 1

00-XX 01 03 05 06 08 | 11 12 13 14 15 16 17 18 19 20 22 | 26 28 30 31 32 33 34 35 37 39 40 41 42 43 44 45 46 47 49 | 
 51 52 53 54 55 57 58 | 60 62 65 68 | 70 74 76 78 | 80 81 82 83 85 86 | 90 91 92 93 94 97-XX
44-XX è la sigla della sezione primaria dello schema di classificazione MSC dedicata alle trasformate integrali e al calcolo operazionale.
La pagina attuale presenta la struttura ad albero delle sue sottosezioni secondarie e terziarie.

## 44-XX
trasformata integrale, calcolo operazionale
{per derivate frazionali ed integrali, vedi 26A33. per le trasformate di Fourier, vedi 42A38, 42B10. per le trasformate integrali negli spazi di distribuzioni, vedi 46F12. per i metodi numerici, vedi 65R10}
- 44-00 opere di riferimento generale (manuali, dizionari, bibliografie ecc.)
- 44-01 esposizione didattica (libri di testo, articoli tutoriali ecc.)
- 44-02 presentazione di ricerche (monografie, articoli di rassegna)
- 44-03 opere storiche {!va assegnato almeno un altro numero di classificazione della sezione 01-XX}
- 44-04 calcolo automatico esplicito e programmi (non teoria della computazione o della programmazione)
- 44-06 atti, conferenze, collezioni ecc.

## 44Axx
trasformata integrale, calcolo operazionale
{per derivate frazionali ed integrali, vedi 26A33. per le trasformate di Fourier, vedi 42A38, 42B10. per le trasformate integrali negli spazi di distribuzioni, vedi 46F12. per i metodi numerici, vedi 65R10}
- 44A05 trasformate generali [vedi anche 42A38]
- 44A10 trasformata di Laplace
- 44A12 trasformate di Radon [vedi anche 92C55]
- 44A15 trasformate speciali (di Legendre, di Hilbert ecc.)
- 44A20 trasformate di funzioni speciali
- 44A30 trasformate multiple
- 44A35 convoluzione
- 44A40 calcolo di Mikusinski ed altri calcoli operazionali
- 44A45 calcolo operazionale classico
- 44A55 calcolo operazionale discreto
- 44A60 problemi dei momenti
- 44A99 argomenti vari